# Micro-région d'Adony
La micro-région d'Adony (en hongrois : adonyi kistérség) est une micro-région statistique hongroise rassemblant plusieurs localités autour de Adony.